# Georges Leygues (1933)
Georges Leygues byl francouzský lehký křižník třídy La Galissonnière. Po porážce Francie křižník zůstal věrný vládě Vichistické Francie. V září 1940 Georges Leygues a jeho sesterské lodi  Gloire  a Montcalm bez problémů pronikly z Toulonu skrze Gibraltarský průliv do Casablancy a později do Dakaru.
Zpět na stranu spojenců se loď dala až v roce 1942 (po vylodění v Severní Africe a likvidaci zbytku Vichistické Francie Německem). Křižník se připojil k silám Svobodných Francouzů, v roce 1943 v USA prodělal přezbrojení a modernizaci, během které byla zesílena jeho protiletadlová výzbroj. Na straně spojenců pak operoval do konce války. Sešrotován byl v roce 1959.